# Гершфельд, Давид Григорьевич
Дави́д Григо́рьевич Ге́ршфельд (15 (28) августа 1911, Бобринец, Елисаветградский уезд, Херсонская губерния — 26 января 2005, Брейдентон, Флорида, США) — молдавский советский композитор, музыкальный педагог и организатор, фольклорист, основоположник молдавской национальной оперы и системы музыкального образования Молдавии.
Давид Гершфельд — создатель первой детской музыкальной школы и Национального музыкально-драматического театра в Молдавской АССР (1937), Союза композиторов Молдавии (1940, 1944), Кишинёвской государственной консерватории (ныне Национальная консерватория Молдавии; 1940, 1944), музыкального училища им. Ш. Няги (1945) и детской музыкальной школы-десятилетки им. Е. Коки в Кишинёве, Молдавского государственного театра оперы и балета (ныне Национальный театр оперы и балета Республики Молдова, 1955); автор первой молдавской оперы «Грозован» (1956). Первый Заслуженный деятель искусств Молдавской ССР (1942), народный артист Молдавской ССР (1961).

## Биография

### Ранние годы. В Тирасполе
Давид Григорьевич Гершфельд родился в семье скрипача и композитора Григория Исааковича Гершфельда и его жены Елены Яковлевны Фишман в местечке Бобринец (ныне город в Кировоградской области Украины). В детстве жил в различных местечках Украины, где выступал оркестр его отца, пока семья не осела в посёлке Степановка Винницкой области. В это время Д. Гершфельд начал брать профессиональные уроки игры на фортепиано и теории музыки в музыкальном училище в близлежащей Виннице и играл на корнете, малом кларнете, баритоне и флейте-пикколо в руководимом его отцом оркестре местного сахарного завода. После окончания школы-семилетки работал слесарем, играл на различных духовых инструментах в оркестре расквартированной в Бердичеве кавалерийской дивизии имени Г. И. Котовского, других военных оркестрах, затем учился на рабфаке Бердичевского филиала Киевского химико-технологического института.
В 1930 году поступил в Одесский музыкально-театральный институт им. Людвига ван Бетховена по классу фагота и валторны, освоил также фортепиано; композицию и теорию музыки изучал в классе профессора Николая Николаевича Вилинского (1888—1956).
По окончании консерватории в 1934 году был направлен на театральную работу в Молдавскую АССР — сначала в Балту, затем в Тирасполь (тогда столицу Молдавской АССР), где стал заведующим музыкально-постановочной частью Тираспольского Украинского театра. Быстро проявил недюжинные организаторские способности и в течение нескольких лет создал в Тирасполе Молдавский национальный музыкально-драматический театр, Дом художественного воспитания детей (впоследствии Дворец пионеров и школьников), детский симфонический оркестр, а в 1937 году — первую в республике детскую музыкальную школу, которую возглавлял до 1940 года.
В 1937 году возглавил новообразованное при его участии Молдавское отделение Союза композиторов Украинской, которое в 1940 году преобразовал в Союз композиторов Молдавской ССР, базирующийся теперь в Кишинёве. Все эти годы вместе с писателем Леонидом Корняну занимался сбором молдавского музыкального фольклора в левобережье Днестра, что увенчалось изданием в 1939 году аннотированной антологии молдавских народных песен с нотами (совместно с Л. Корняну). Опубликовал также собранные им образцы непесенного музыкального фольклора, главным образом традиционных молдавских танцевальных мелодий.

### В Кишинёве
В 1940 году Гершфельд встал во главе организованного им Союза композиторов Молдавии, основал и возглавил Молдавскую государственную консерваторию. Тогда же вступил в ВКП(б). Однако все образованные институции распались с началом Великой Отечественной войны и оккупации республики. В 1942 году Гершфельдом был организован ансамбль песни и пляски «Дойна», состоявший из собственно оркестра под управлением Шико Аранова, солистов и танцевальной группы под общим художественным руководством Гершфельда. Оркестр концертировал на фронтах Великой Отечественной войны и в эвакогоспиталях, а за его организацию в 1942 году Гершфельд был первым в республике удостоен звания Заслуженного деятеля искусств Молдавии.
По возвращении в Кишинёв в 1944 году Гершфельд воссоздал и вновь возглавил Союз композиторов Молдавии и Кишинёвскую консерваторию, а также стал художественным руководителем Молдавской государственной филармонии, председателем правления Молдавского музыкально-хорового общества и директором организованного им Кишинёвского музыкального училища (впоследствии имени Штефана Няги, 1945) и созданной им на базе музучилища специализированной музыкальной школы-десятилетки имени Е. Коки. Основал также оперную студию при возглавляемой им консерватории.
В 1947 го]у подвергся разгромной критике в газете «Советская Молдавия» и в самом начале кампании по борьбе с безродными космополитами был уволен со всех занимаемых им должностей. В эти годы, однако, продолжил активно сочинять музыку.
В 1956 году восстановлен на постах главы Союза композиторов Молдавии, директора Кишинёвской консерватории и музыкального училища, стал художественным руководителем Молдавского радиовещания (до 1964 года). В 1955 году, используя свой опыт организации Молдавского музыкально-драматического театра в Тирасполе, Гершфельд основал в Кишинёве Молдавский государственный театр оперы и балета, для которого написал первую молдавскую оперу «Грозован» (на либретто В. Руссу о гайдуке Григории Грозоване).
Первый сезон театра открылся 9 июня 1956 года премьерой оперы «Грозован» с будущей Народной артисткой республики Валентиной Савицкой (сопрано) в роли Флорики. Затем в театре была поставлена другая опера Гершфельда — «Аурелия» (1959). Были поставлены классические оперы из мирового репертуара и специально созданные для театра балеты молдавских композиторов. Гершфельд был первым директором театра до 1964 года, когда в связи с нарастающей политикой продвижения так называемых национальных кадров вновь вынужден был оставить все посты и в 1966 году поселился в Сочи, где до 1992 года возглавлял Сочинскую филармонию. С 1992 года — в США, поселился в городке Брейдентон на берегу Мексиканского залива Флориды, где и умер в конце января 2005 года.

### Творчество
Практически всё творчество Давида Гершфельда связано с молдавским национальным фольклором. Он автор трёх опер («Грозован», 1965, в трёх редакциях на протяжении 1960-х годов; «Аурелия», 1959; «Сергей Лазо», 1980), балета «Радда» (1974) по рассказу Максима Горького «Макар Чудра» из раннего бессарабского цикла, оперетты «Поэт и робот», музыкальной комедии «В долине виноградной», трёх кантат («Партия и Ленин» на стихи В. В. Маяковского, «Юбилейная кантата»), концерта для скрипки с оркестром, трёх молдавских танцевальных сюит, множества песен и романсов на стихи молдавских поэтов (более 250 хоровых и сольных) и Сергея Есенина, обработок молдавских народных песен и танцев, музыки к драматическим спектаклям («Платон Кречет» А. Е. Корнейчука, «Слуга двух господ» К. Гольдони, «Штефан Быркэ» Л. М. Барского, «Аристократы» Н. Ф. Погодина, «Далёкая» А. Н. Афиногенова). В числе прочего он написал известную песню о Сочи «Праздничный Сочи» и ораторию памяти Андрея Сахарова на слова кишинёвского (ныне бостонского) литератора Михаила Хазина. Гершфельд написал музыку к первой кинокомедии киностудии Молдова-филм «Не на своём месте» (1958) по сценарию Иона Друцэ.
Даже после переезда в Сочи и впоследствии в США он продолжил сочинять композиции на слова молдавских (румынских) поэтов. Так, уже в США им был написан цикл романсов на слова Михая Эминеску, а первый сезон Молдавского государственного театра оперы и балета в новом помещении открылся в октябре 1980 года премьерой специально написанной Гершфельдом оперы «Сергей Лазо» с Марией Биешу (сопрано) в роли Ольги.
Давид Гершфельд как директор консерватории, её оперной студии, музучилища и музыкальных школ воспитал ряд известных в будущем деятелей искусства республики, в том числе таких артистов оперы, как Борис Раисов, Мария Биешу, Валентина Савицкая, Тамара Чебан и других.

### Семья
В семье Д. Г. Гершфельда и Полины Борисовны Ярославской было четверо детей — Вильям, Альфред (главный дирижёр Молдавского театра оперы и балета, основатель Молдавского национального камерного оркестра); близнецы Руслан (1946—2017), музыкант и аранжировщик, и Людмила (род. 1946), родившиеся 28 августа в один день с отцом.

## Сочинения
- Кынтече нородниче молдовенешть (Молдавские народные песни, совместно с Л. Корняну). — Тирасполь: Госиздат, 1939.
- Ла алежерь. Песня на слова Леонида Корняну. — Кишинёв: Госиздат Молдавии (Едитура де стат а Молдовей), 1947.
- Ун ковор: кынтик пентру глас ши пиан (Ковёр: песня для голоса с фортепиано на слова Леонида Корняну). — Кишинёв: Союз композиторов Молдавии, 1948.
- Комсомольцы: солнцу и ветру навстречу. На слова Льва Ошанина. — Кишинёв: Союз композиторов Молдавии, 1949.
- Об этом пела Иляна. Молдавская песня. — М.: Музгиз, 1949.
- Шуточная. Молдавская наторная песня. — М.: Музгиз, 1949.
- Песня о Кишинёве. — Кишинёв: Союз композиторов Молдавии, 1950.
- Жокул боецилор (Молдавский танец для мальчиков). — Кишинёв: Союз композиторов Молдавии, 1951.
- Бэтута бэтрыняска. Молдавский народный танец в обработке Д. Г. Гершфельда и переложении для баяна И. Бирбрайера. — Кишинёв: Союз композиторов Молдавии, 1951.
- Колыбельная: уснули ласточки давно. На слова С. Я. Маршака. — М.: Музгиз, 1951.
- С’а дус омул ла кирие (Молдавский танец в переложении для баяна И. Бирбрайера). — Кишинёв: Союз композиторов Молдавии, 1951.
- Букурие. Жок народник, прелукраре де Д. Г. Гершфельд (Радость, молдавский народный танец в переложении Д. Г. Гершфельда). — Кишинёв: Союз композиторов Молдавии, 1951.
- Хангу. Молдавский танец в переложении Д. Г. Гершфельда. — Кишинёв: Союз композиторов Молдавии, 1951.
- Молдавская фантазия. — Кишинёв: Госиздат Молдавии, 1956.
- Сорок вёсен. — М.: Советский композитор, 1958.
- Опера Д. Гершфельда «Грозован». Составители Е. М. Ткач и З. Л. Столяр. — М.: Советский композитор, 1960.
- Аурелия. Отрывки из оперы. Для голоса в сопровождении фортепиано. Советский композитор: Москва, 1961.
- Скрецо. — Кишинёв: Картя молдовеняскэ, 1961.
- Песня о Кишинёве. Приезжайте к нам в Молдову. — М.: Советский композитор, 1962.
- Лирические песни и романсы. Составление Зиновия Столяра. — М.: Советский композитор, 1963.
- Грозован. Опера в восьми картинках с приложением либретто В. Руссу (партитура). — М.: Советский композитор, 1976.
- Ария Флорики из оперы «Грозован». Избранные арии из опер советских композиторов. — Л., 1985.